# 2087年5月2日日食
2087年5月2日日食为一次在协调世界时2087年5月2日（俄罗斯东部地区为5月3日）出現的一次日偏食。該次日食食分為0.8011。

## 概述
這次日食的食分是0.8011。

## 基本參數
- 類型：日偏食
- 食最大地點資料：
  - 日期：2087年5月2日
  - 時間：18時4分42秒
  - 地點：70N 128E
  - 食分：0.8011

## 外部連結
- NASA未來日食資料（页面存档备份，存于）
- 可見區域圖和時間統計：由弗雷德·埃斯佩纳克做出的日食預報，NASA/GSFC
  - Google互動地圖呈現的日食範圍
  - 貝塞爾元素